# St. Jakob (Welschingen)

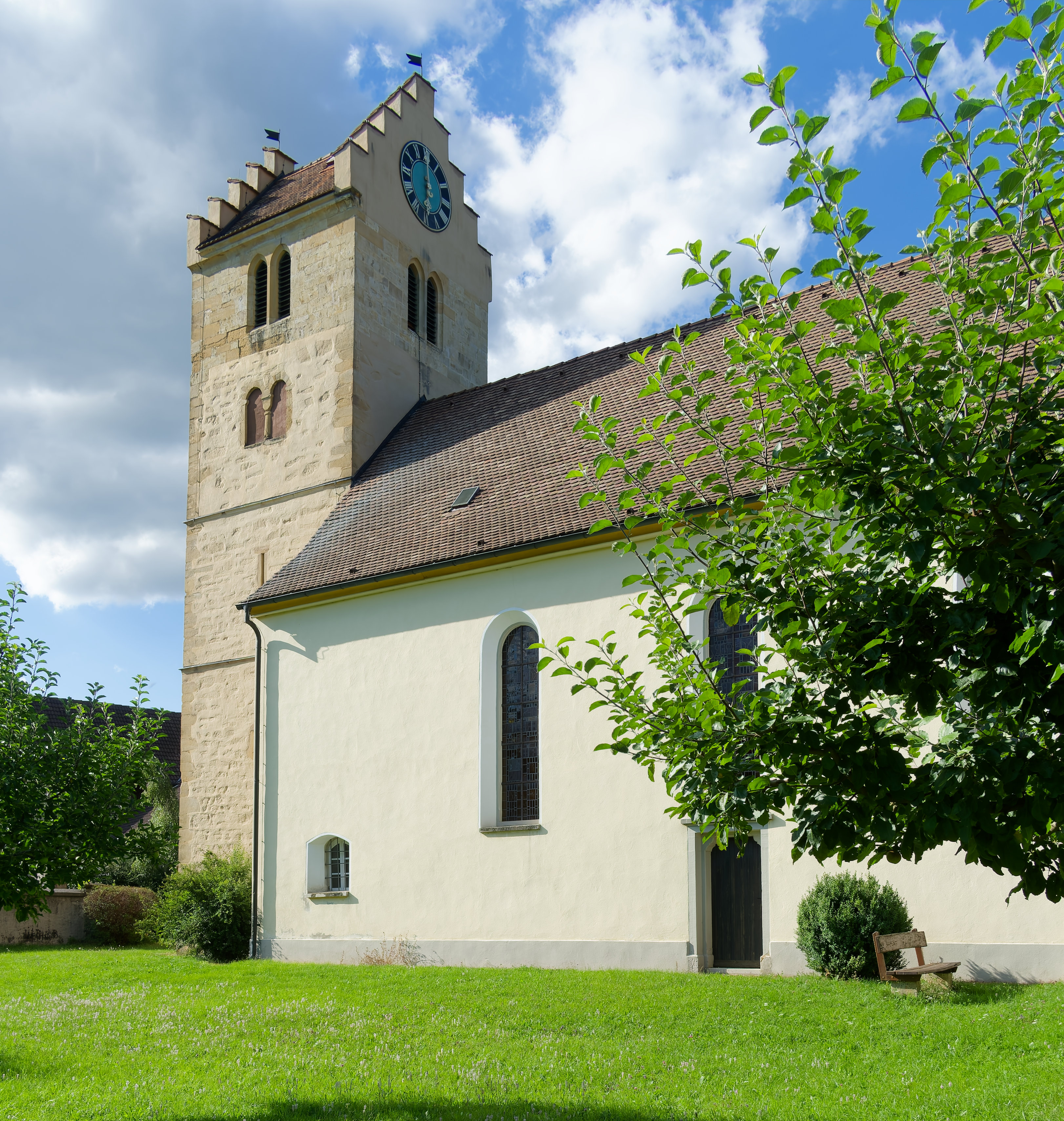
St. Jakob in Welschingen

Die römisch-katholische Kirche St. Jakob steht in Welschingen, einem Stadtteil von Engen im Landkreis Konstanz in Baden-Württemberg. Die Kirchengemeinde gehört zum Dekanat Hegau des Erzbistums Freiburg. Das Bauwerk ist beim Landesamt für Denkmalpflege Baden-Württemberg als Baudenkmal eingetragen. 
Bis zum Bau eines modernen Kirchengebäudes 1973 diente sie auch als Pfarrkirche. Weil der Neubau ebenfalls dem Patrozinium des heiligen Jakobus untersteht, wird sie seitdem als Alte Wallfahrtskirche St. Jakob bezeichnet.

## Beschreibung
Die Saalkirche wurde 1519 errichtet. Sie besteht aus einem Langhaus, einem eingezogenen, gerade geschlossenen Chor im Osten und einem Kirchturm im Westen, der im Kern zu einer romanischen Wehrkirche aus dem 13. Jahrhundert gehörte. Der Kirchturm wurde im 18. Jahrhundert um ein Geschoss aufgestockt, das hinter den als Biforien gestalteten Klangarkaden den Glockenstuhl beherbergt, und mit einem Satteldach zwischen Staffelgiebeln bedeckt, in denen sich die Zifferblätter der Turmuhr befinden. Das Langhaus wurde 1929 um ein Joch nach Osten verlängert, dabei wurde der Chor verkürzt. 
Der Innenraum ist geprägt durch die mariologische Ausmalung der 1930er Jahre.